# Racetraitor
Racetraitor es una banda estadounidense de hardcore punk originaria de Chicago, Illinois. 
Lanzaron un álbum llamado Burn the Idol of the White Messiah por Uprising Records en 1998 y luego un spilt Like Them Talk con la banda de Indianápolis Burn It Down. La banda se reformó a partir de 2016, lanzando dos EPs por Organized Crime Records. En octubre del 2018, Good Fight estrenó su segundo álbum de larga duración: 2042.
La versión radical de la banda sobre la política racial los convirtió en uno de los grupos más controvertidos en la escena musical de los 90s, y les ganó el reconocimiento de revistas como Maximumrocknroll y HeartattaCk, antes de tener lanzamientos oficiales.

## Historia

### Existencia (1996–1999)
Tras la ruptura de Hinkley, el baterista Karl Hlavinka, el guitarrista Daniel Binaei y el bajista Brent Decker formaron Racetraitor, sumando al vocalista Mani Mostofi. Binaei y Mostofi son inmigrantes iraníes. En ese momento, todos asistían a New Trier High School en Winnetka, Illinois. Hlavinka cambió los roles en el grupo, pasando a la guitarra, esto llevó al reclutamiento de Andy Hurley como batero. Posteriormente, su formación sufrió varios cambios; entre ellas, Pete Wentz colaboró como bajista de forma ocasional.
Durante un show en Columbus, Ohio, Racetraitor criticó a los miembros de Acción Antirracista que estaban presentes, solo por oponerse a grupos nacionalistas abiertamente blancos como el Ku Klux Klan y no por cuestiones más profundas como el racismo institucional. Esto condujo a una confrontación y eventualmente a un altercado físico.
En 1999, la banda de metalcore Botch lanzó la canción "C. Thomas Howell as the 'Soul Man" en su álbum We Are the Romans, criticando a Racetraitor sobre la política racial y su forma de dividir a sus aliados antiracistas.

### Ruptura y proyectos posteriores

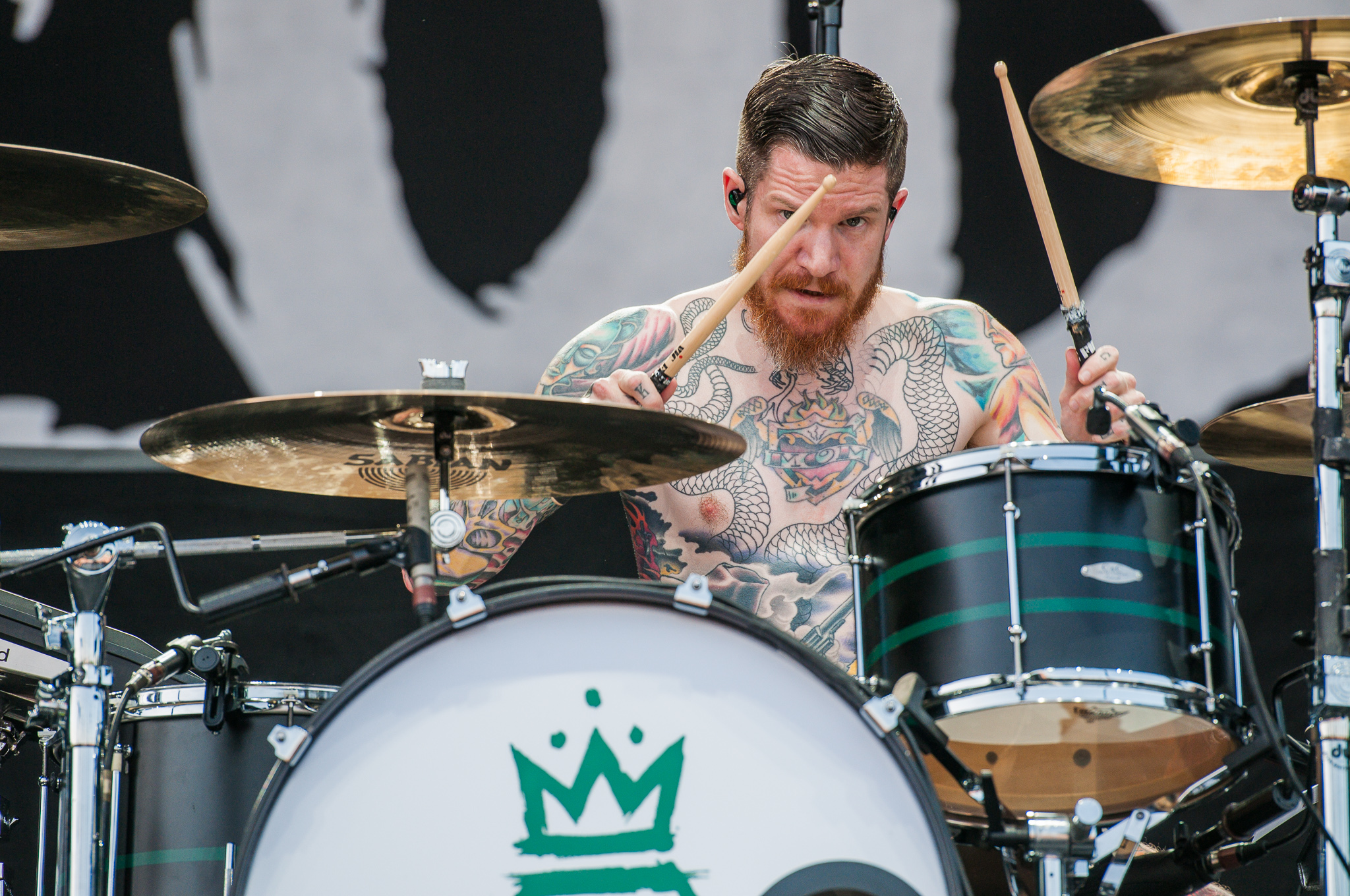
El baterista Andy Hurley, 2014

El baterista Andy Hurley se convirtió en miembro de Fall Out Boy junto a Pete Wentz. También tocó la batería en varios otros proyectos, como Killtheslavemaster, Project Rocket, The Kill Pill (junto a Mani Mostofi) y Vegan Reich. En 2016, Hurley se unió a la banda SECT, con miembros de Earth Crisis y Burning Love.
Dan Binaei pasó a formar Arma Angelus, con Pete Wentz y Jay Jancetic (de Harm's Way); por este proyecto igual pasaron Hurley, Patrick Stump y Tim McIlrath (de Rise Against). Además, fundó el restaurante The Catcade en Chicago. Últimamente, Binaei creó un proyecto de rock experimental llamado Tiger Spirit, junto a Decker.
El bajista Brent Decker continuó su activismo en los Estados Unidos y en el extranjero antes de regresar a Chicago. Actualmente, Decker trabaja el programa de salud pública "Cure Violence", esta detiene la propagación de la violencia en las comunidades utilizando los métodos y estrategias asociados con el control de enfermedades.
Mostofi tocó brevemente en The Enemy, banda asignada a Indecision Records. Cuando sus miembros se unieron a Rise Against y Shai Hulud, Mani formó Kill Pill. Tiempo después, completó una maestría en "Estudios del Medio Oriente" de la Universidad de Texas, además de continuar su activismo en los movimientos contra la guerra y por los derechos de los palestinos, viajando periódicamente al Medio Oriente. Mostofi obtuvo un JD en la Facultad de Derecho de Fordham en Nueva York, con énfasis en derecho internacional, trabajando como investigador y defensor de los derechos humanos.
Eric Bartholomae, pasó varios años como activista en Chicago. Cursó un doctorado en "Ciencias del Ejercicio y Nutrición", siendo profesor universitario e investigador bioquímico. A su vez, tiene un cinturón negro en Jiu Jitsu brasileño y un cinturón marrón en Judo. Musicalmente, ha colaborado con Vegan Reich.
Wentz formó Arma Angelus, con Binaei, con quienes lanzaron un álbum y dos EP. Ha participado en proyectos como Fall Out Boy, Black Card, y el sello Decaydance Records; además de incursionar como modelo, escritor, director y actor.
Karl Hlavinka dejó Racetraitor en 1997, y finalmente se unió a la banda Creation is Crucifixion. Más tarde la abandonó, participando intermitentemente con Racetraitor hasta la ruptura de 1999, después de lo cual pasó a formar Killtheslavemaster con Hurley.

### Reunión (2016–presente)
En 2016, Racetraitor anunció en su página de Facebook que estaban en el proceso de volver a mezclar Burn the Idol para un relanzamiento en vinilo. En agosto de 2016, la banda anunció su primer espectáculo en 17 años, junto a la banda de Detroit Earthmover. En septiembre de 2016, el grupo lanzó dos nuevas canciones: "By the Time I Get to Pennsylvania" y "Damaged".
Habíamos discutido tocar un show o hacer otra cosa a lo largo de los años, pero la nostalgia nunca fue tan motivante, por lo que la idea murió, explicó Hurley en septiembre de 2016. Pero con todo lo que sucedió en los últimos años, por cierto. Las cosas se calentaron en Ferguson, Missouri, debido al aumento de la xenofobia y la intolerancia reflejada por la popularidad de Donald Trump, haciendo que la música con Racetraitor se sintiera importante nuevamente. Necesitábamos responder a este momento de la historia a "nuestra manera".
En julio de 2017, Carry the Weight Records (Reino Unido), lanzó la reedición Burn the Idol of the White Messiah. El registro fue remezclado por Dallas Thomas (de Pelican). El mismo mes, Organized Crime Records lanzó un nuevo EP del Racetraitor llamado Invisible Battles Against Invisible Fortresses.
En octubre del 2018, Racetraitor anunció que firmó con Good Fight Music, publicando su segundo álbum larga duración 2042, junto al sencillo "BLK XMAS" estrenado previamente. Tiempo después, Good Fight y Ugly and Proud Records (Bulgaria) también lanzaron la reedición de Burn the Idol.
En febrero de 2020, Racetraitor se unió a la banda de post-hardcore Refused en la etapa de su gira por la costa este de Estados Unidos, participando en ocho fechas. En abril, lanzaron un EP compartido con Neckbeard Deathcamp, Closet Witch y Haggathorn. Después del asesinato de George Floyd, Racetraitor organizó la complicación "Shut It Down", recaudando más de 30 mil dólares para Movement for Black Lives (movimiento por las vidas negras). La compilación contó con 48 canciones de diversas bandas de hardcore y metal.
En una entrevista publicada en junio de 2021, el cantante Mani Mostofi anunció que la banda está trabajando en su último álbum, pospuesto por la pandemia de COVID-19.

## Características

### Estilo e influencias
Sus primeras canciones estaban fuertemente influenciadas por el powerviolence y grindcore, prosiguiendo con incorporar elementos de death metal. Junto con bandas como Abnegation y Day of Suffering, Racetraitor es uno de los precursores del sonido vegan metal, y a su vez, pioneros del metalcore.
La banda cita sus influencias como 108, Deicide, Los Crudos, Groundwork, Public Enemy, Unbroken, Suffocation, Downcast, Sepultura, Acme, Pantera, Ressurrection, Propagandhi, Quicksand, Metallica, KRS-One, Lauryn Hill, Ottawa, Neurosis, Anthrax, Minor Threat, Misfits, Meshuggah, Man is the Bastard, Union of Uranus, Arrested Development, Spitboy, y Bolt Thrower.

### Mensaje político
Su mensaje se centró en el antirracismo y el anticolonialismo. A menudo discutían temas como el privilegio blanco y/o de clase, la guerra contra las drogas y los prejuicios en el sistema de justicia penal de los Estados Unidos, las inequidades en la globalización económica y las políticas exteriores de los Estados Unidos en América Latina y el Medio Oriente. La idea era tomar el término peyorativo Racetraitor (traidor de raza) –el cual era usado por los racistas estadounidenses blancos– la banda lo reclama como un sello positivo, ya que –en sus palabras– la "raza" era una categoría humana artificial y una construcción social ideada para facilitar la explotación y la opresión. Sus creencias radicales fueron influenciadas por el nacionalismo negro, el tercer mundo y otras ideologías anticoloniales (y para algunos miembros, eventualmente, el Islam). Sus letras también tocaron temas de abuso sexual, espiritualidad, dominio corporativo en la vida económica y pública, e individualismo resistente. Los miembros de la banda eran veganos y straight edge. Tópicos aún actuales en sus discursos y/o mensajes son el cambio climático, anticapitalismo, antifascismo, oposición a la extrema derecha, y el conflicto israelí-palestino, posicionándose como antisionistas.
Especialmente en los primeros días de la banda, Racetraitor adoptó un enfoque más confrontativo para difundir su mensaje e ideas sobre la justicia social. A menudo desafiaban a su público (en su mayoría blanco) a reconocer los roles que todos jugaban en la perpetuación de la opresión racial, sociocultural, económica y colonial. El grupo se hizo conocida por llamar "crackers" a sus propios miembros de la audiencia, aunque esto estuvo dirigido más a quienes perpetúan el racismo y la explotación en su vida cotidiana que a caucásicos. El enfoque en la cara se hizo intencionalmente para sorprender al público, debido a que su mensaje "el público podría haberlo ignorado por completo". Después del lanzamiento de su primer disco y de comenzar a atraer considerable atención en la escena hardcore, el mensaje de Racetraitor evolucionó a una forma más motivadora que conflictiva.

### En la prensa
Racetraitor ha aparecido en las portadas de Maximumrocknroll y HeartattaCk. A su vez, son mencionados en los libros Burning Fight: The Nineties Hardcore Revolution in Ethics, Politics, Spirit and Sound de Brian Peterson, Sober Living for the Revolution: Hardcore Punk, Straight Edge y Radical Politics de Gabriel Kuhn, y New Wave of American Heavy Metal por Garry Sharpe-Young.

## Miembros
| Miembros actuales - Mani Mostofi – voces - Andrea Black – guitarras - Daniel Binaei – guitarras - Brent Decker – bajo - Andrew Hurley – batería | Miembros anteriores - Eric Bartholomae – guitarras - Karl Hlavinka – guitarras, bajo; batería (inicialmente) - Pete Wentz – bajo - Rich Miles – bajo |

## Discografía
- Burn the Idol of the White Messiah CD (Uprising, 1998) Remasterizado y relanzado en 2016.
- Make Them Talk split CD/12" con Burn It Down (Trustkill, Goodlife, 1999)
- By the Time I Get to Pennsylvania flexi 7" EP (Organized Crime, 2016)
- Continuing the Tradition tape (Contraband Media, 2016) Demo grabado en 1996.
- Invisible Battles Against Invisible Fortresses 7" EP (Organized Crime, 2017)
- 2042 CD/12" (Good Fight, 2018)
- 4 Way Split tape/2x7" con Neckbeard Deathcamp, Closet Witch, y Haggathorn (To Live a Lie, Ugly and Proud, Circus of the Macabre, Moment of Collapse, 2020)

Apariciones en compilatorios
- "H-3030" – The Great Age Of Enlightenment? 7" (Hit The Ground Running, A-Team, 1998)[26]
- "Curse" – Straight Edge: Rise of a New Era CD (Break Out Records, 1999)[27]
- "The Rise" – Ya Basta! Benefit For Food For Chiapas CD (PowderKeg, 2002)